# Associació de Pessebristes de Barcelona
L'Associació de Pessebristes de Barcelona és una entitat que treballa per al foment i la promoció de la construcció de pessebres. Es va crear a mitjan segle xix (1858 o 1860) amb el nom de Societat Pessebrista de Barcelona i es va refundar el 16 d'octubre de 1921. Des de la primeria va organitzar cursos, visites i conferències per a difondre aquesta tradició. S'hi destaca el concurs públic que organitza cada any, adreçat a joves i nens de la ciutat que tenen entre deu anys i vint-i-un. El lliurament dels premis serveix per a posar punt final a les activitats de la temporada.
L'associació recull i conserva objectes i documents relacionats amb el món del pessebrisme, com ara figures, cartells, felicitacions de Nadal, estampes i fotografies. Dins l'agrupació hi ha una comissió que treballa en el projecte d'un futur museu, on s'exposaran els materials de què disposa. De moment, n'hi ha una part d'exposada a la seu que tenen al carrer dels Lledó.
L'Associació de Pessebristes de Barcelona també ha creat una biblioteca on aplega llibres que tracten sobre els pessebres, a més d'articles i retalls de premsa. No hi falten els butlletins de l'associació ni els llibres que l'associació ha anat editant, com ara La construcció de pessebres (1931), de J. M. Puig i Roig; El arte de construir el Belén (1946), d'Antoni Herranz; La Asociación de Pesebristas de Barcelona (1954), d'Eveli Bulbena; Consells de Pessebristes (1957), d'Antoni Moliné; Temes arquitectònics i materials emprats (1969), de Joan Marí; i Com faig el meu pessebre (1995), de Josep Petit.
L'Associació de Pessebristes de Barcelona va promoure la creació d'una Federació Universal Pessebrística l'any 1952, en ocasió del XXXV Congrés Eucarístic Internacional. La sessió constituent d'aquella federació es va fer a l'Arxiu Històric de la Ciutat, dins el I Congrés Internacional de Pessebristes. Aquesta trobada internacional va tornar a fer-se a Barcelona els anys 1957 i 2002. I també l'any 2012, amb motiu del 150è aniversari dels pessebrisme català.